# John Jacob Astor IV
John Jacob Astor IV (Rhinebeck, 13 de julho de 1864 – Oceano Atlântico, 15 de abril de 1912) foi um bilionário americano, tendo sido empresário no ramo imobiliário, investidor, inventor, escritor e militar durante a Guerra Hispano-Americana, em 1898. Astor era uma pessoa distinta no seio da sociedade, possuindo "mais hotéis e arranha-céus do que qualquer outro nova iorquino" e dirigindo mais de vinte empresas de importância, dentre elas os caminhos-de-ferro.
Astor embarcou na viagem inaugural do navio transatlântico RMS Titanic, da White Star Line, onde era o indivíduo mais rico entre os passageiros. Quando o navio naufragou, a sua mulher grávida e a sua enfermeira salvaram-se devido à gravidez. Astor tentou entrar num bote, embora este pedido fosse negado, cedendo assim o lugar a duas crianças.

## Biografia

### Juventude
John Jacob Astor IV nasceu no dia 13 de junho de 1864, na propriedade da família em Ferncliff, Rhinebeck-on-the-Hudson. Era neto de John Jacob Astor, cuja fortuna oriunda do comércio de ópio, peles e imobiliária tornou a família Astor uma das mais abastadas dos Estados Unidos, na época. Astor frequentou a St. Paul's School, em Concord, Nova Hampshire e, mais tarde, a Universidade de Harvard, de onde se formou em 1888.
Por esta altura, levou a cabo extensas viagens pela Europa e pelo Oriente. Regressou ao Estados Unidos para gerir as propriedades que o seu pai lhe havia deixado. Contrariamente ao seu primo William Waldorf Astor, que se tornou súbdito da Coroa britânica, Astor declarou repetidamente que sentia orgulho em ser americano.
Em 1891, Astor casou-se com Ava Lowle Willing, uma socialite americana. O casal teve dois filhos: William Vincent Astor, nascido em 1891 e Ava Alice Muriel Astor, nascida em 1902. Pouco tempo depois do casamento, Astor empreendeu a construção de grandes hotéis, mais notavelmente o Waldorf (mais tarde designado por Waldorf-Astoria devido à fusão dos dois).

## Guerra Hispano-Americana
Quando a Guerra Hispano-Americana se desencadeou, em 1898, John Jacob Astor ofereceu os seus préstimos ao Exército dos Estados Unidos. Voluntariou-se para fornecer armamentos a um batalhão de soldados e ofereceu-se para acompanhá-los numa posição subordinada. Sua oferta foi aceita pelo Exército Americano, que atribuiu-lhe, contudo, somente funções de inspetor militar. Quando a operação militar teve início em Santiago de Cuba, a embarcação em que Astor se encontrava foi alvo de uma saraivada de balas. Durante a batalha em El Paso, Astor esteve presente, tendo sido o seu cavalo alvejado pelas tropas espanholas.
Ao fim da guerra, foi-lhe atribuído o título honorário de Tenente-Coronel, por "serviço fiel e meritório". Durante o curso da sua carreira militar, Astor esteve ainda nas Filipinas.

## Divórcio e segundo casamento

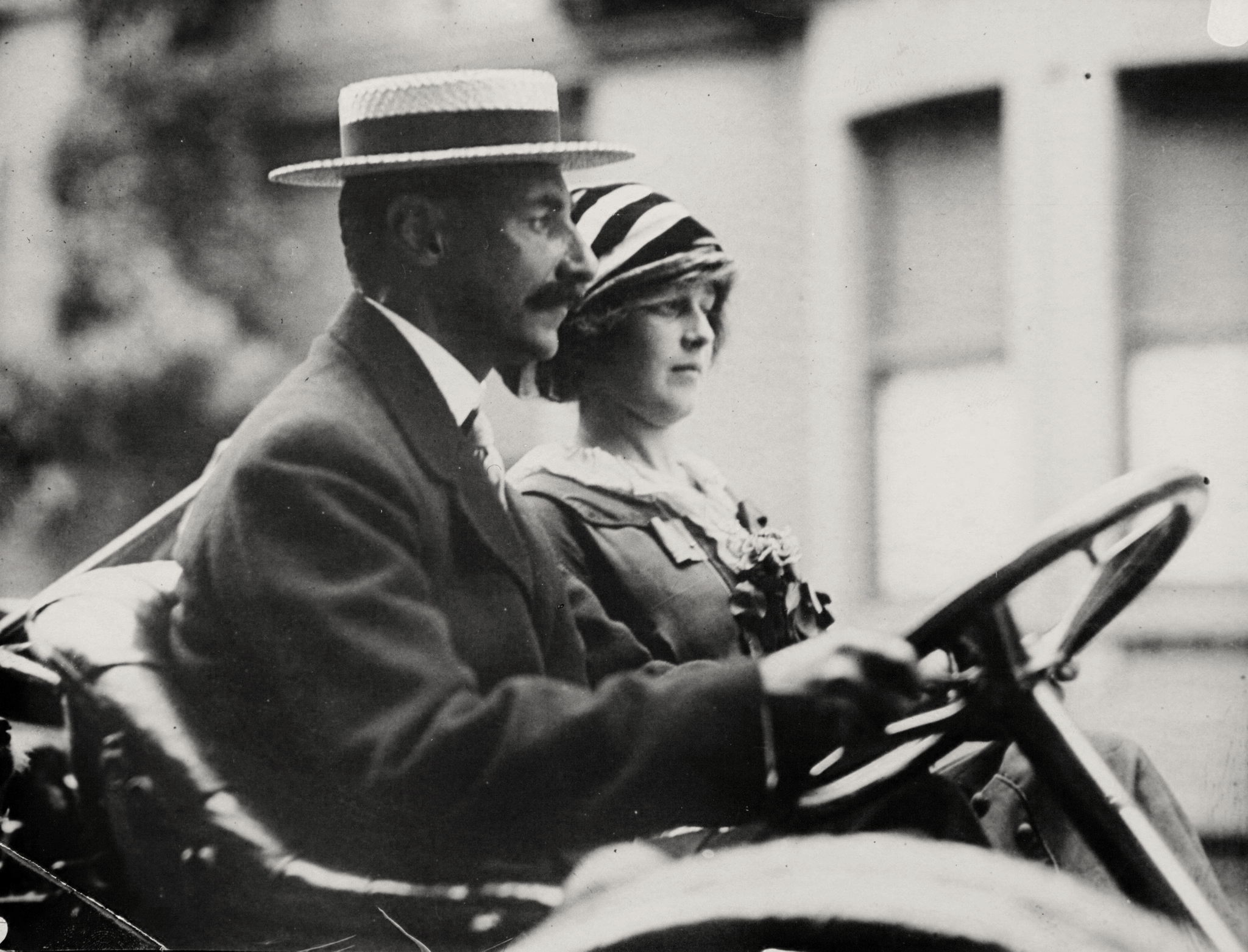
John Jacob Astor e a sua segunda esposa, Madeleine Astor, em 1911

Pouco tempo depois, saiu a público que as relações com a sua esposa não eram harmoniosas, e que o casal nunca estava junto quando viajava no estrangeiro. O divórcio que estava iminente teve lugar no dia 8 de novembro de 1909, tendo sido tratado em privado e de um modo subtil, de modo a que os papéis nunca tivessem chegado a público. A Sra. Astor ficou encarregue da filha, Alice, enquanto o filho Vincent ficou à responsabilidade do Coronel.
Poucos dias depois, iniciou-se uma busca a nível mundial para o Coronel Astor e o seu filho, que tinham sido vistos pela última vez no seu iate, o qual se acreditava teria naufragado. Quatro dias depois, todavia, os dois Astors deram notícias de si em Porto Rico, ambos ignorantes do alarme que tinha sido levantado relativamente aos seus desaparecimentos.
Numa época em que o divórcio era algo escandaloso, Astor chocou toda a sociedade ao anunciar o seu noivado em julho de 1911 com Madeleine Talmage Force, uma jovem de dezoito anos. Casaram-se no dia 9 de setembro de 1911, em Newport, Rhode Island.
O casal ausentou-se numa lua-de-mel alongada na Europa e no Egito. Madeleine engravidou durante a viagem e, desejando que o filho nascesse em solo americano, o casal reservou bilhetes em abril de 1912 no novo transatlântico da White Star Line, o RMS Titanic, que iria realizar a sua viagem inaugural até Nova Iorque.

## A bordo doTitanic
O casal embarcou no transatlântico na tarde do dia 10 de abril de 1912 em Cherburgo, na França. Ocuparam os quartos C-62 e C-64, na Primeira Classe, e fizeram-se acompanhar pelo valet do Coronel, Victor Robbins; a empregada de Madeleine, Rosalie Bidois; e a sua enfermeira Caroline Louise Endres. Levaram também com eles o seu airedale terrier, Kitty. O casal era o mais rico a bordo do navio.
Às 23:40h, na noite de 14 de abril, o Titanic colidiu com um iceberg, abrindo o navio para o mar. Apenas alguns momentos depois, o Coronel Astor informou o ocorrido a sua esposa, lhe assegurando que o incidente não parecia ser grave. À medida que a noite progredia, o barco começou a afundar e os botes salva-vidas foram lançados ao mar com passageiros. Os Astors, que tinham subido ao Convés Principal, abrigaram-se do frio no ginásio, onde se sentaram nas bicicletas estacionárias; o Coronel encontrou um colete salva-vidas excedente e mostrou à sua esposa do que era feito ao furá-lo com canivete.
Quando o Segundo Oficial Charles Lightoller chegou ao Convés A para admitir passageiros no Bote 4, John Jacob Astor ajudou a esposa, a criada e a enfermeira a entrar. Astor perguntou ao oficial se podia acompanhar a esposa devido à sua "condição delicada" (gravidez), mas Lightoller barrou-lhe a entrada seguindo a norma que priorizava o salvamento de mulheres e crianças. O bote foi lançado ao mar às 01h55, e Astor permaneceu sozinho no Convés. Astor foi visto pela última vez perto da ponte de comando, fumando um cigarro com Jacques Futrelle. Meia hora mais tarde, o navio desaparecia por completo debaixo do oceano. Ele foi visto pela última vez vivo por sobrevivente Philip Mock agarrado a uma balsa com William Stead. "Seus pés ficaram congelados", relatou Mock ", e eles foram obrigados a liberar sua espera. Ambos foram afogados". Madeleine, a empregada e a enfermeira sobreviveram; Astor e o seu valet não.
Depois do naufrágio, vários navios foram enviados ao local onde o Titanic se afundara para recuperar os corpos dos mortos no desastre: dos 1514 passageiros e tripulação que se perderam, apenas 333 corpos foram encontrados. O corpo de Astor foi encontrado em 22 de abril, pelo CS Mackay-Bennett, tendo sido identificado pelo monograma no seu casaco. Entre os objetos encontrados com ele estavam um relógio de bolso em ouro, que o seu filho Vincent reclamou e usou para o resto da sua vida.
Astor foi enterrado no Trinity Church Cemetery, em Nova Iorque. No dia 14 de agosto de 1912, Madeleine deu à luz, nascendo o seu filho, John Jacob Astor VI.

## Leilão
Em 27 de abril de 2024, um relógio de bolso de ouro usado por Astor foi vendido por 900 mil libras, em um leilão na cidade de Devizes, na Inglaterra.